# Operacija Cincar
Operacija Cincar bila je prva združena operacija HVO-a i Armije BiH nakon potpisivanja Washingtonskog sporazuma u proljeće 1994. godine. Ovom operacijom oslobođen je veći dio Kupreške visoravni, uključujući Kupres u kojega je HVO ušao 3. studenoga 1994. Provedba operacije trajala je tri dana, od 1. do 3. studenoga 1994. i uvod je u hrvatske oslobodilačke operacije koje su slijedile: Zima '94., Skok 1, Skok 2, Ljeto '95., Oluja, Maestral i Južni potez. Operacija je dobila ime po planini Cincar koja dijeli Kupreško i Glamočko polje i njenom istoimenom vrhu.

## Stanje prije operacije
Područje Kupresa bilo okupirala je JNA i bosanski Srbi još od 1991. godine te je VRS držala u svojim rukama strateški važne prijevoje Malovan i Kupreška vrata. 
Oslobađanje ovog područja bilo je i strateški važno i Hrvatima i Bošnjacima. Hrvatima kako bi oslobodili okupirani Kupres i omogućili povratak protjeranog stanovništva, što bi ujedno otklonilo mogućnost srpskog napada prema Šujici i drugim dijelovima Herceg-Bosne, Livnu i Tomislavgradu. S druge strane, Bošnjacima bi oslobađanje ceste Bugojno – Livno bitno popravilo opskrbne rute iz Dalmacije prema dijelovima središnje Bosne koje su držali. Stoga je donesena odluka o zajedničkom djelovanju, na kojega je bošnjačko vodstvo R BiH pristalo nekoliko mjeseci ranije sporazumom u Washingtonu, pod pritiskom SAD koje su željele zaustavljanje srpske agresije.
Napad HVO-a bio je vodilo Zapovjednog područja Split i izvela 1. gbr. HVO-a i 7. korpus Armije BiH kojoj je po oslobađanju predan nadzor nad Kupreškim vratima, prijevoju kojim prolazi prometnica Bugojno – Kupres.

## Ciljevi operacije
Oslobođenje Kupresa i Kupreškog polja, stvaranje operativne osnovice za daljnje navalne operacije HV-a i HVO-a, otvaranje prometnice Bugojno – Livno i otklanjanje opasnosti od napada na Šujicu. Slabljenje i zaustavljanje neprijateljske ofenzive na Bihać i stvaranje pogodnog strateškog prostora za oslobađanje dijelova RH i Bosne pod nadzorom pobunjenih Srba.

## Borbe
19. listopada 1994. Armija RBiH iz pravca Bugojna pokrenula je veliki napad u pravcu Kupresa i Kupreških vrata. Angažirali su Prvi, Drugi, Četvrti i Sedmi korpus. Navalna snaga bila je 12.000 boraca. Na srpskoj strani bilo je oko 3.000 boraca Sedme kupreške brigade VRS i drugih jedinica koje je Glavni stožer VRS poslao u pomoć. Srbi su očekivali napad na Donji Vakuf, a ne na nenaseljene planinske šumovite predjele Kupresa s malo cesta i staza. Zbog skrovitosti postrojbe Armije RBiH prve dane zaredale s pobjedama nad srpskim snagama. Srbi su s visova iznad Bugojna odbačeni na Kupreška vrata i Stožer. Ondje su srpske snage uspjele snažnim otporom zadržati napredovanje Armije RBiH. Ofenziva Armije RBiH bila je slomljena. Donekle iznenađujuće za Srbe, 1. studenoga su Kuprešku visoravan napale postrojbe HVO iz pravca Livna, Prozora i Tomislavgrada jakosti oko 5.000 vojnika prema srpskim procjenama. Time je prekinuto godinu i pol dana dugo primirje između VRS i HVO u središnjem dijelu BiH. Hrvatski je napad navodno kasnio. Panteri iz Bijeljine su napali Armiju RBiH na južnim padinama Demirovca, ka Kupreškim vratima, i uz žestoke borbe, bojišnica se nije značajnije pomaknula. Srpski su minobacači rastjerali vojnike Armije RBiH s vrha Demirovca (1765 m), no opet Prva banjalučka protivoklopna brigada nije iskoristila prigodu ući u rov na samom vrhu planine. Malo poslije počeo je žestoki HVO topnički napad iz pravca Tomislavgrada na položaje VRS na južnom i jugoistočnom dijelu kupreškog ratišta. 7. kupreška motorizirana i druge srpske postojbe na Kupreškoj visoravni suočili su se i s hrvatskim snagama. Da bi poštedili svoje pješaštvo od gubitaka u izravnim okršajima, hrvatske su snage mudro topništvom pržile si put te su na položaje VRS u Malovanu, Ravnom i Riliću ispalili mnoštvo granata. Zatim je uslijedio napad iz smjera Zvirnjače i Paklina tenkovima i pješaštvom. HVO je preko Javornog vrha pošao u napad. Okosnicu snaga činile su Prva i Druga gardijska brigada. Napali su kroz Zanaglinsku šumu, radi presijecanja puta Ravno – Kupres, zauzimanja Rilića, a potom razbijanja malobrojnih snaga VRS u Ravnom. Srpski izvori navode da hrvatske snage u napadu broje tri gardijske brigade, desetak bojni, pukovnija i drugih postrojbi, brojnošću dvostruko od svih snaga koje je VRS imala na Kupreškoj visoravni. Armija RBiH je izvršila smjenu na Malom Stožeru. 305. brigadu je na položaju zamjenila 307. brigada. VRS nije imala u pričuvi nikakve snage, i Srbi su bili uvjereni da HVO i Armija RBiH iz borbe na odmor ne mogu izvući čitave brigade. Zapovjednik 2. krajiškog korpusa general Grujo Borić na Kupreškoj visoravni imao je tad oko 3.000, a zapovjednik 7. korpusa Armije BiH general Mehmed Alagić je na bojište prema Kupresu bacio između 12 i 14 tisuća vojnika. Sat poslije napada HVO-a, Armija RBiH je nastavila napredovati ka Bućovači i Vukovsku. Hrvatske snage su također pošli na ta dva sela, ali preko Pucarića košara (između Raduše i Ravašnice) iz pravca Rame i Prozora. Hrvatski vojni obavještajni sustav izvrsno je obavio svoj posao i HVO je dobro znao raspored, brojno stanje i vatrenu moć 7. brigade VRS. Srbi su u tom trenutku imali na tom bojištu angažiranu 7. motoriziranu brigada koja je raspolagala s 4 topa 130 mm, 6 haubica 122 mm, 6 haubica 105 mm, oklopnim bataljunom s 20 tenkova, od čega su 3 tenka M 84, raketnu bazu na prostoru planine Vitoroga opremljenu raketama zemlja-zemlja, radarskim sustavom i sustavom za ometanje, sveukupno na prostoru Kupresa oko 2.000 vojnika, velikog borbenog iskustva, svjesne strateškog značaja Kupresa i imaju za cilj zadržati ga po svaku cijenu. Srbi su bili svjesni ako se angažiraju na pravcu napada HVO da se otvaraju prema sjeveru i postaju ranjivi na napad Armije RBiH, koje bi tad mogle zauzeti Kupres. Srpske procjene bile su da su snage Armije RBiH bile četiri puta brojnije od srpskih, a da je HVO bio dvaput brojniji. Hrvatske snage činile su: 1. gardijska motorizirana brigada, 2. bojna 2. gardijske motorizirane brigade, 60. bojna „Ludvig Pavlović“, 22. diverzantski odred, 1. satnija 3. gardijske motorizirane brigade, 2. bataljun vojne policije, inženjerijski vod 42. domobranske pukovnije, 55. domobranska pukovnija,  79. domobranska pukovnija, 80. domobranska pukovnija, 142. domobranska pukovnija, inženjerijska satnija, 4. bojna vojne policije i dr. Zadaća koju su dobile hrvatske snage je izvršiti napad i ovladati širim područjem Kupreške visoravni i osloboditi grad Kupres. Glavni napadni pravac hrvatskih snaga bio je Pakline  – Zanaglinska šuma – Brda, dok su sporedni pravci bili Straža – Ravašnica – Lalića brig i Osjen glavica – Voloder – Ivazovi vrhovi. Srbi su se s obrambenih položaja u Ravnom povukli ka Riliću i Kupresu. Da bi sačuvali Rilić, zapovjedništvo srpske 7. brigade na taj pravac ubacilo je četu tog dana pristiglu iz Grahova i četu iz Ključa. Te dvije čete i vojska koja se povukla iz Ravnog tek je pred zoru zaposjela crtu Jelov Gaj – Zanaglina – Kozja Glava. Hrvatske su snage zadaću obavile za samo nekoliko sati i pod svoj nadzor stavili sve jugoistočne visove na obroncima Kupreškog polja. Hrvatsko topništvo cijelog je dana tukla i visove iznad Vukovska, prema Bugojnu. Srbi su to tumačili da Hrvati pokušavaju spriječiti napredovanje svojih saveznika Armije RBiH i njihov ulazak u selo. Bojišnica se nije micala u predjelu Donjeg Malovana. Hrvati su na Stržanju naišli na snažnu palbu pa su se tu zaustavili.

## Rezultat operacije
Oslobođeno je područje ukupne površine 600 kvadratnih kilometara, vojska bosanskih Srba je odbačena dalje od planine Cincar, otvorena je prometnica Bugojno – Livno, oslobođen je veći dio strateški važnog Kupreškog polja te sam gradić Kupres i okolna sela. Na strani HVO-a poginula su tri vojnika, a ranjeno ih je nekoliko.
Velik je uspjeh operacije bio i uspješna koordinacija Armije BiH i HVO-a, na koju je bošnjačko vodstvo R BiH pristalo tek pod pritiskom SAD-a. Pokazalo se da bi daljnja suradnja tih dviju vojski pridonijela promijeni strateške situacije u ratu u BiH, uz omogućeno združeno djelovanje HV-a i HVO-a na području BiH, koje je u operacijama koje su slijedile ostvarilo vojno-strateški preokret na terenu.

## Vanjske poveznice
- Dogodilo se na današnji dan  Arhivirana inačica izvorne stranice od 27. travnja 2017. (Wayback Machine) Borna Marinić: Operacija Cincar - 3. studenog , 3. studenoga 2014.